# Hrastovec (Zavrč)
Hrastovec (Duits: Hrastovetz) is een plaats in Slovenië en maakt deel uit van de gemeente Zavrč in de NUTS-3-regio Podravska. De plaats telde 447 inwoners op 1 januari 2020.